# Königsgeier
Der Königsgeier (Sarcoramphus papa) ist ein Neuweltgeier Südamerikas und die einzige lebende Art seiner Gattung. Den Namen erhielt er, da er an Aasstellen gegenüber anderen Geiern dominiert.

## Merkmale

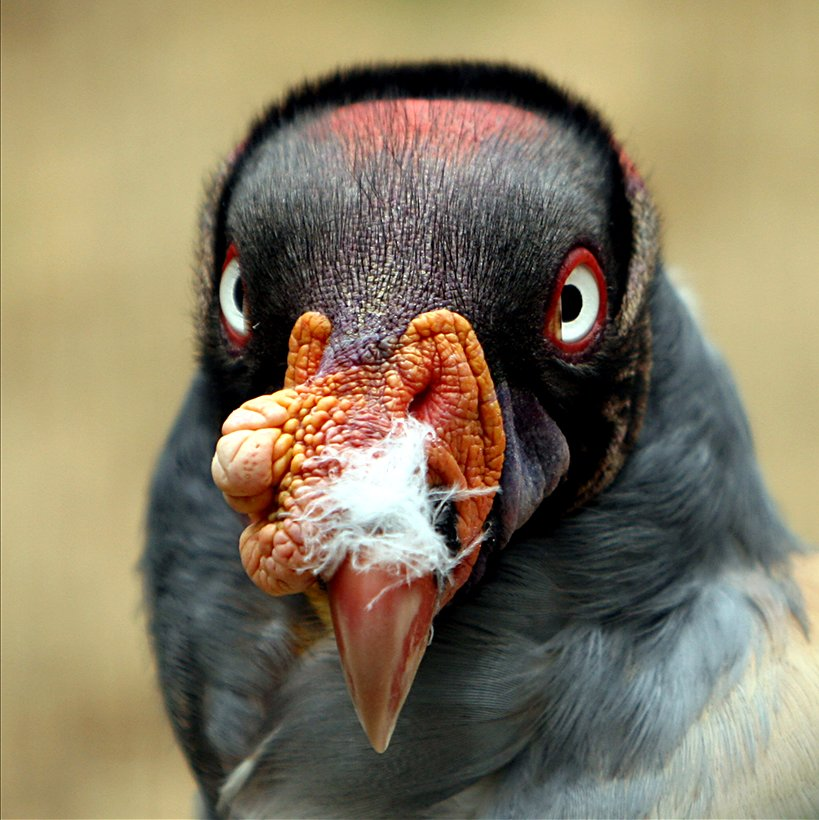
Kopfstudie

Königsgeier sind auffällig gefärbt. Ihr nackter Kopf ist am Scheitel, Hals sowie um die Augen herum rot, die Schnabelwarzen und der Nacken orange bis gelb. An den Wangen befinden sich kurze, gräulichweiße Federn, während der untere Teil des Halses schwarz ist. Die Vorderseite ist weißgrau. Diese Geier werden bis zu 85 cm lang, 4,5 kg schwer und besitzen eine Flügelspannweite von knapp 2 m. Wie alle Neuweltgeier hat auch der Königsgeier einen kräftigen Schnabel und starke Zehen.

## Lebensweise
Königsgeier sind zwar nicht sehr gesellig, leben aber paarweise und schlafen nachts in Schlafgemeinschaften. Tagsüber segeln sie stundenlang, ohne ihre Flügel zu bewegen, und suchen nach Nahrung. Sie meiden das Hochgebirge und halten sich vor allem in Regenwäldern und Savannen auf.

## Nahrung
Sie haben einen guten Geruchssinn sowie scharfe Augen. Ihre Nahrung besteht neben Fischen, Kleinsäugern und Schlangen vor allem aus Aas. An einem Aasplatz angekommen, versammeln sie sich zu mehreren Dutzend Tieren und vertreiben andere Geier oder jagen ihnen Nahrung ab.

## Fortpflanzung

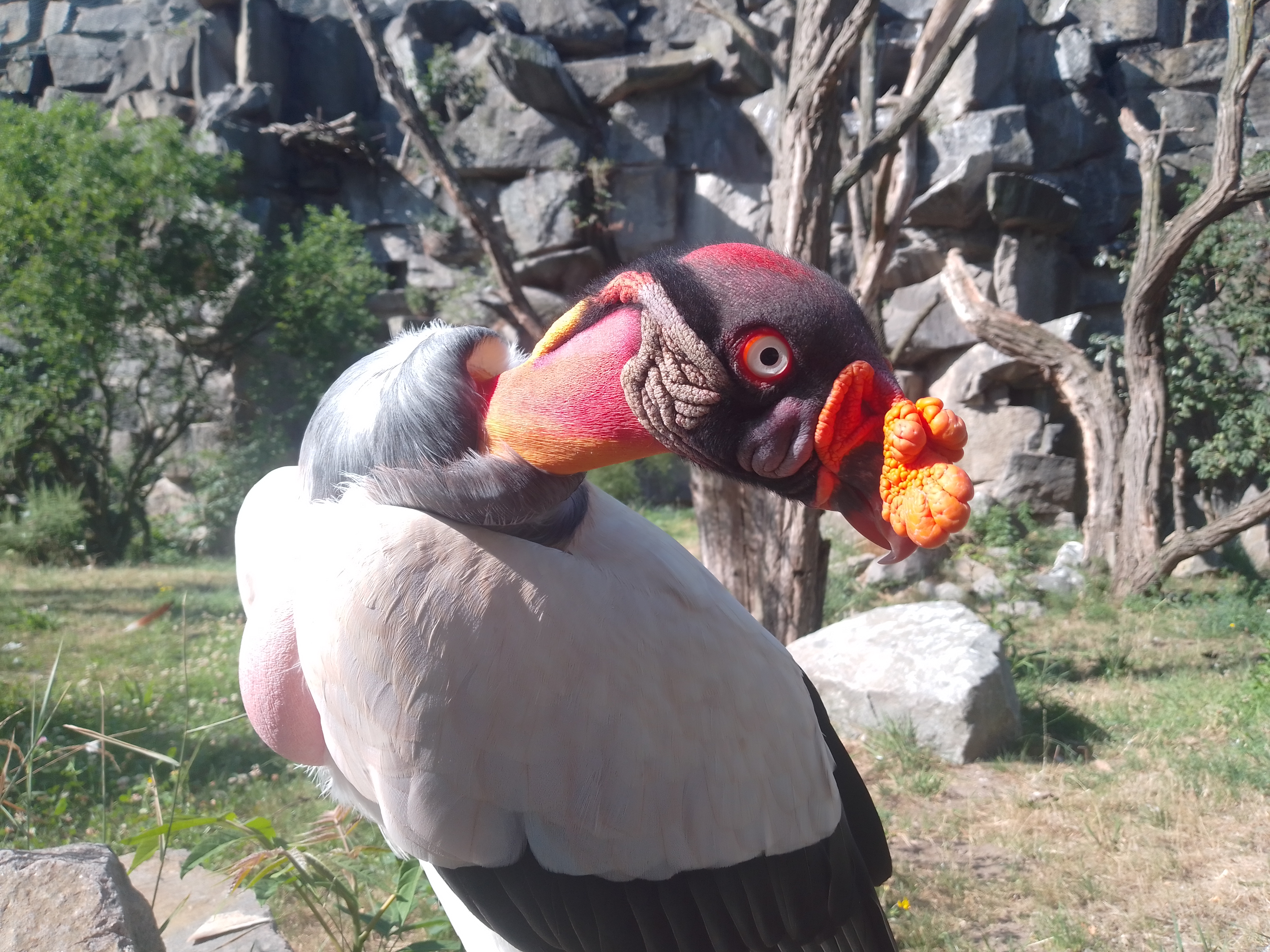
Männchen haben größere Nasenwarzen

Königsgeier brüten alle zwei Jahre und bauen kein Nest, sondern legen die Eier entweder in vermoderte Baumstümpfe oder in Astgabeln und Felsspalten, welche sich oft in Höhen von 20 bis 30 m befinden. Meistens legt das Weibchen nur ein weiß-gelbliches, rotbraun geflecktes Ei, manchmal kommt es aber auch vor, dass die Brut drei Eier umfasst. Nach einer 55-tägigen Brutdauer, an der beide Eltern zu gleichen Teilen beteiligt sind, schlüpft der Jungvogel. Er wird durch vorverdaute Nahrung aus dem Kropf der Eltern gefüttert. Die Nestlingsdauer beträgt 80 bis 90 Tage; danach verlässt das Junge das Nest, bleibt aber oft noch 150 bis 600 Tage bei den Eltern.

## Verbreitung

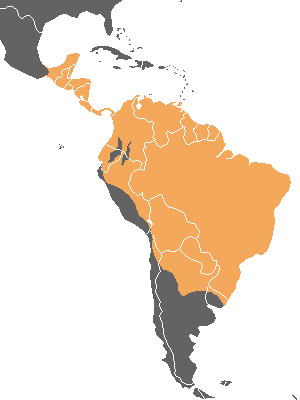
Verbreitungsgebiet

Das Verbreitungsgebiet der Königsgeier erstreckt sich von Südmexiko über Mittel- und Südamerika bis Nordargentinien und Uruguay.

## Galerie

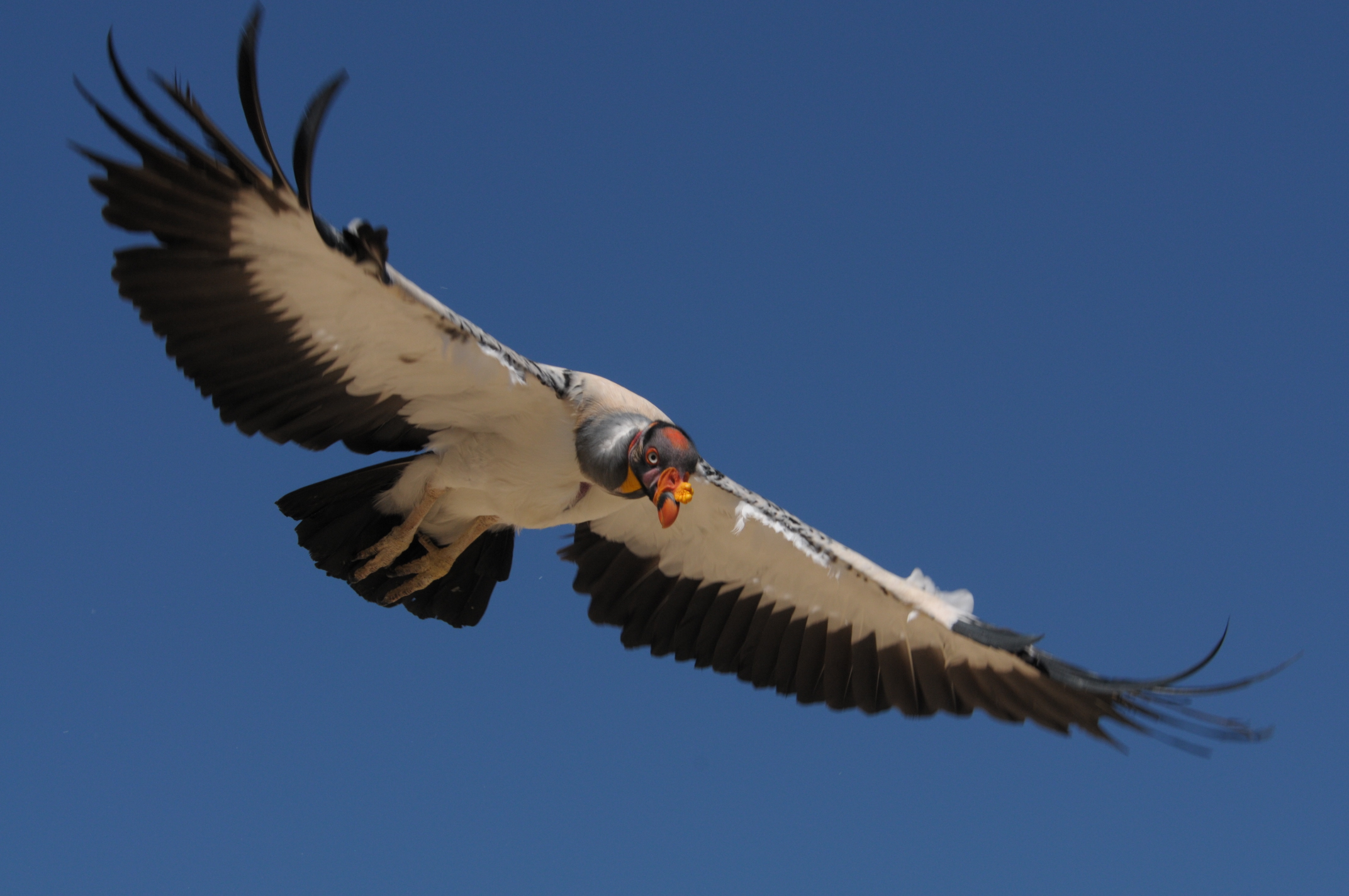
Im Flug
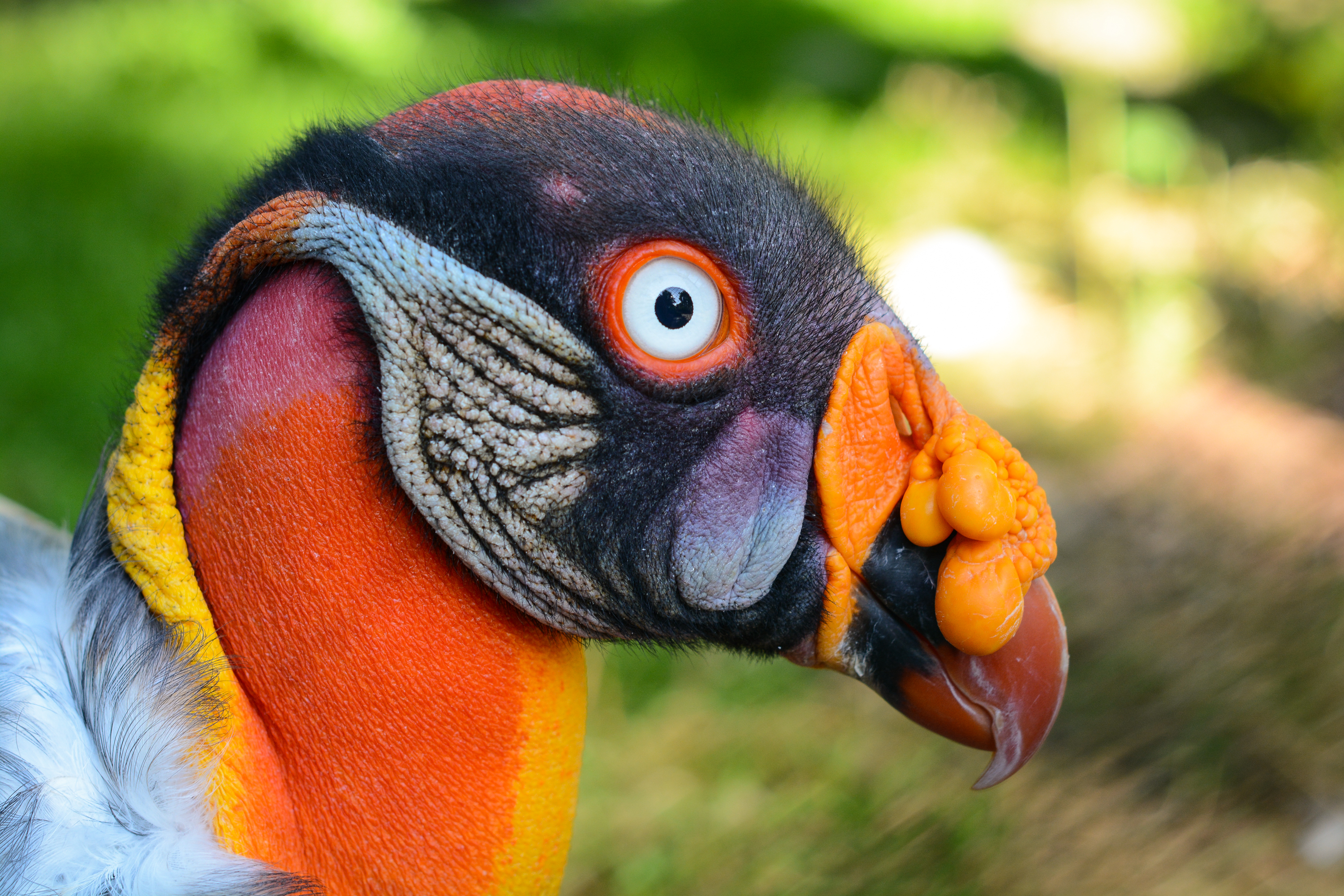
Seitenansicht des auffälligen Kopfes
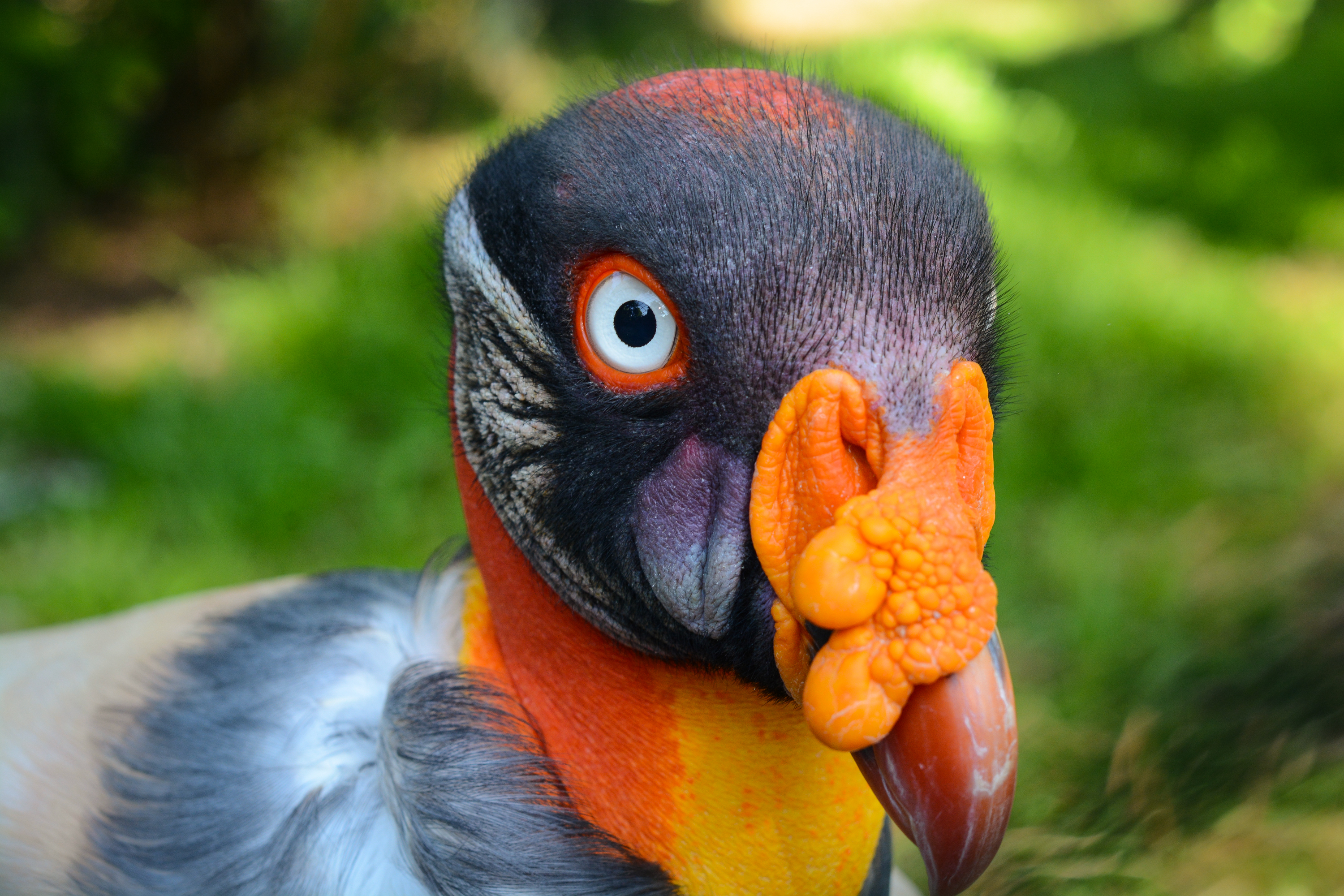
Königsgeier im Weltvogelpark Walsrode
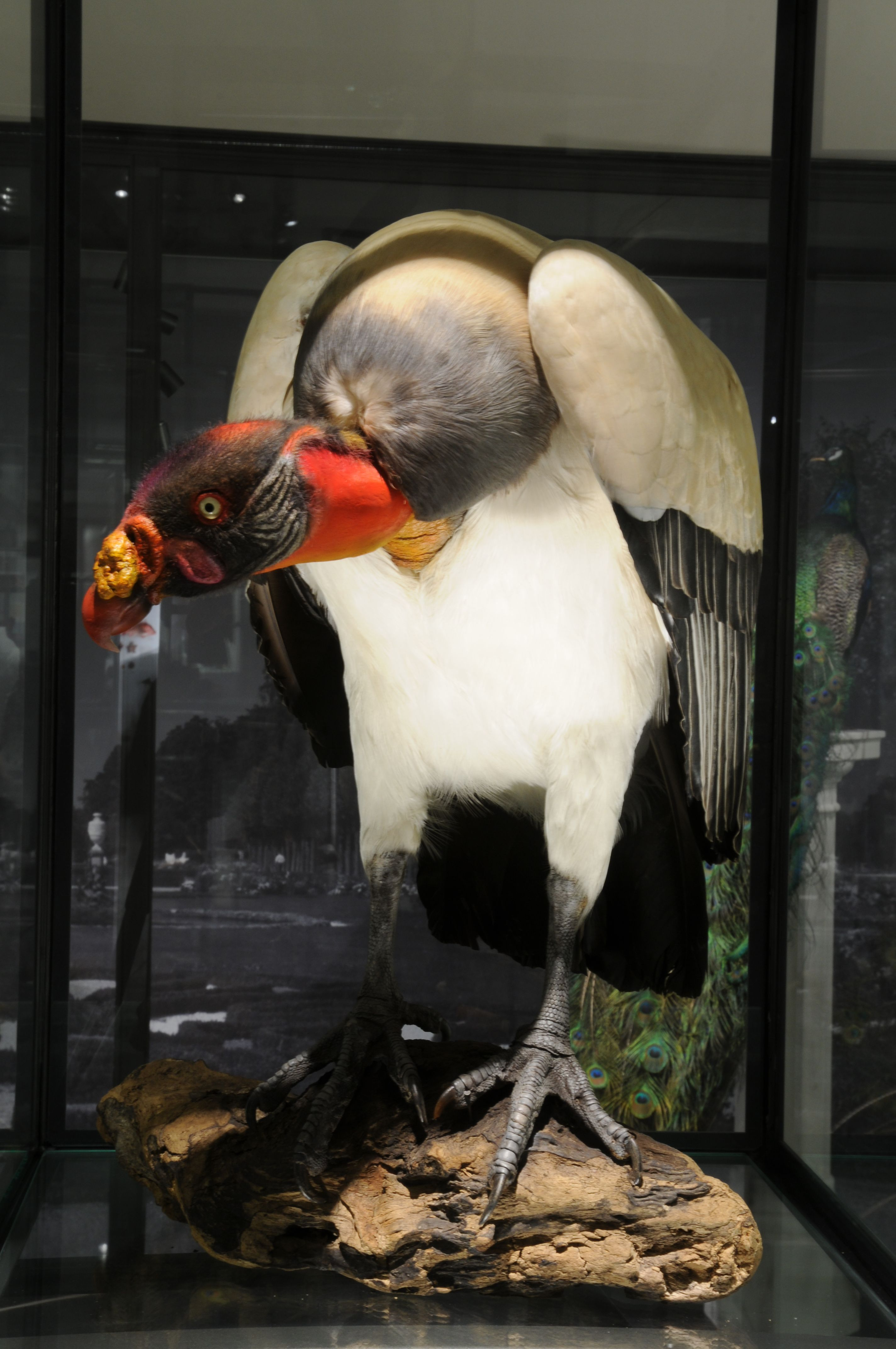

## Etymologie und Forschungsgeschichte
Die Erstbeschreibung des Königsgeiers erfolgte 1758 durch Carl von Linné unter dem wissenschaftlichen Namen Vultur Papa. Als Verbreitungsgebiet nannte er die Westindischen Inseln. 1805 führte André Marie Constant Duméril die Gattung Sarcoramphus ein. Der Begriff ist ein Wortgebilde aus σαρξ, σαρκος sarx, sarkos für Fleisch und ῥαμφος rhamphos für Schnabel. Der Artname »papa« leitet sich aus lateinisch papa ‚Papst, Vater, Bischof‘ ab. Alfred Laubmann nannte Iribú del iribúrubichá von Félix de Azara und eine Beschreibung von Arnaldo de Winkelried Bertoni aus dem Jahr 1914 aus dem Departamento Alto Paraná als einzige Nachweise für Paraguay.